# Equipe dinamarquesa na Copa Billie Jean King
A equipe dinamarquesa na Copa Billie Jean King representa a Dinamarca na Copa Billie Jean King, principal competição de tênis feminina por equipes do mundo. É administrada pela Danish Tennis Association.

## História
A Dinamarca competiu pela primeira vez em 1963, no torneio de lançamento da Copa. Seus melhores resultados foram as quartas de final de 1976 e de 1988.

### 1963 - 1969
- 1963 (4 tours, 16 equipes): A Dinamarca perdeu na primeira rodada contra Hungria.
- 1964 (5 tours, 20 equipes): Depois de um bye na primeira rodada, a Dinamarca perdeu na segunda rodada para a Austrália.
- 1965 - 1966: A Dinamarca não participou dessas edições.
- 1967 (5 tours, 17 equipes): Depois de um bye na primeira rodada, a Dinamarca perdeu na segunda rodada para a Alemanha Ocidental.
- 1968 - 1969: A Dinamarca não participou dessas edições.

### 1970 - 1979
- 1970 - 1971: A Dinamarca não participou dessas edições.
- 1972 (5 tours, 31 equipes): A Dinamarca perdeu na primeira rodada contra a Irlanda.
- 1973 (5 tours, 30 equipes): Depois de uma vitória na primeira rodada contra la Ioguslávia, a Dinamarca perdeu na segunda rodada contra a Holanda.
- 1974 (5 tours, 29 equipes): A Dinamarca perdeu na primeira rodada contra a Suécia.
- 1975 (5 tours, 31 equipes): A Dinamarca perdeu na primeira rodada contra a Alemanha Ocidental.
- 1976 (5 tours, 32 equipes): Depois de uma vitória contra a Espanha e o Uruguai, a Dinamarca perdeu nas 1/4 de final contra a Holanda.
- 1977 (5 tours, 32 equipes): A Dinamarca perdeu na primeira rodada contra a Grã-Bretanha.
- 1978 (5 tours, 32 equipes): A Dinamarca perdeu na primeira rodada contra a Argentina.
- 1979 (5 tours, 32 equipes): A Dinamarca perdeu para primeira rodada contra a Suíça.

### 1980 - 1989
- 1980 (5 tours, 32 equipes): A Dinamarca perdeu para primeira rodada contra a Suíça.
- 1981 (5 tours, 32 equipes): A Dinamarca perdeu na primeira rodada contra a Rússia.
- 1982 (5 tours, 32 equipes): A Dinamarca perdeu para primeira rodada contra a Holanda.
- 1983 (qualificação + 5 tours, 39 equipes): Depois de uma vitória na qualificação contra Luxemburgo, a Dinamarca perdeu para primeira rodada contra o Japão.
- 1984 (qualificação + 5 tours, 36 equipes): Depois de uma vitória na primeira rodada contra o Chile, a Dinamarca perdeu na segunda rodada contra a França.
- 1985 (qualificação + 5 tours, 38 equipes): A Dinamarca perdeu na primeira rodada contra a Austrália.
- 1986 (qualificação + 5 tours, 42 equipes): Depois de uma vitória na primeira rodada contra a Grã-Bretanha, a Dinamarca perdeu na segunda rodada contra a Austrália.
- 1987 (qualificação + 5 tours, 42 equipes): Depois de uma vitória na qualificação contra Luxemburgo, a Dinamarca perdeu na primeira rodada contra a Austrália.
- 1988 (qualificação + 5 tours, 36 equipes): Depois de uma vitória na primeira rodada contra Luxemburgo e a Argentina na segunda rodada, a Dinamarca perdeu nas 1/4 de final contra a Tchecoslováquia.
- 1989 (qualificação + 5 tours, 40 equipes): Depois de uma vitória na primeira rodada contra a Polônia, a Dinamarca perdeu na segunda rodada contra os Estados Unidos.

### 1990 - 1999
- 1990 (qualificação + 5 tours, 44 equipes): Depois de uma vitória na qualificação contra a Noruega, a Dinamarca perdeu para primeira rodada contra Israel.
- 1991 (qualificação + 5 tours + barrages, 56 equipes): Depois de uma vitória na da primeira rodada da qualificação contra o Sri Lanka e o México na segunda rodada da qualificação, a Dinamarca perdeu na primeira rodada do grupo mundial contra o Canadá. No play-offs, a Dinamarca venceu a Grécia.
- 1992 (5 tours + barrages, 32 equipes): Depois de uma vitória na primeira rodada contra o Chile, a Dinamarca perdeu na segunda rodada contre os Estados Unidos.
- 1993 (5 tours + barrages, 32 equipes): Depois de uma vitória na primeira rodada contra a Áustria, a Dinamarca perdeu na segunda rodada contra a Austrália.
- 1994 (5 tours, 32 equipes): A Dinamarca perdeu na primeira rodada contra a Itália.

A competição mudou de formato a partir de 1995: a Copa da Federação se torna a Fed Cup.
- 1995 - 1996 - 1997 - 1998 - 1999: A Dinamarca participa das competições por zona geográfica.

### 2000 - 2009
- 2000 - 2001 - 2002 - 2003 - 2004 - 2005 - 2006 - 2007 - 2008 - 2009: A Dinamarca participa das competições por zona geográfica.

### 2010 - 2015
- 2010 - 2011 - 2012 - 2013 - 2014 - 2015: A Dinamarca participa das competições por zona geográfica.

## Última convocação

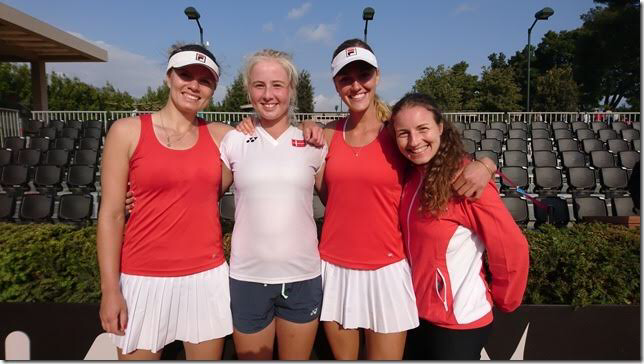
Time da Dinamarca em Abril de 2018: Maria Jespersen, Clara Tauson, Emilie Francati e Karen Barritza.

Para o Grupo I da Europa/África de 2023, entre 11 e 15 de abril:
- Clara Tauson
- Johanne Christine Svendsen
- Rebecca Munk Mortensen
- Natacha Schou
- Sarafina Olivia Hansen

## Histórico de Jogadoras

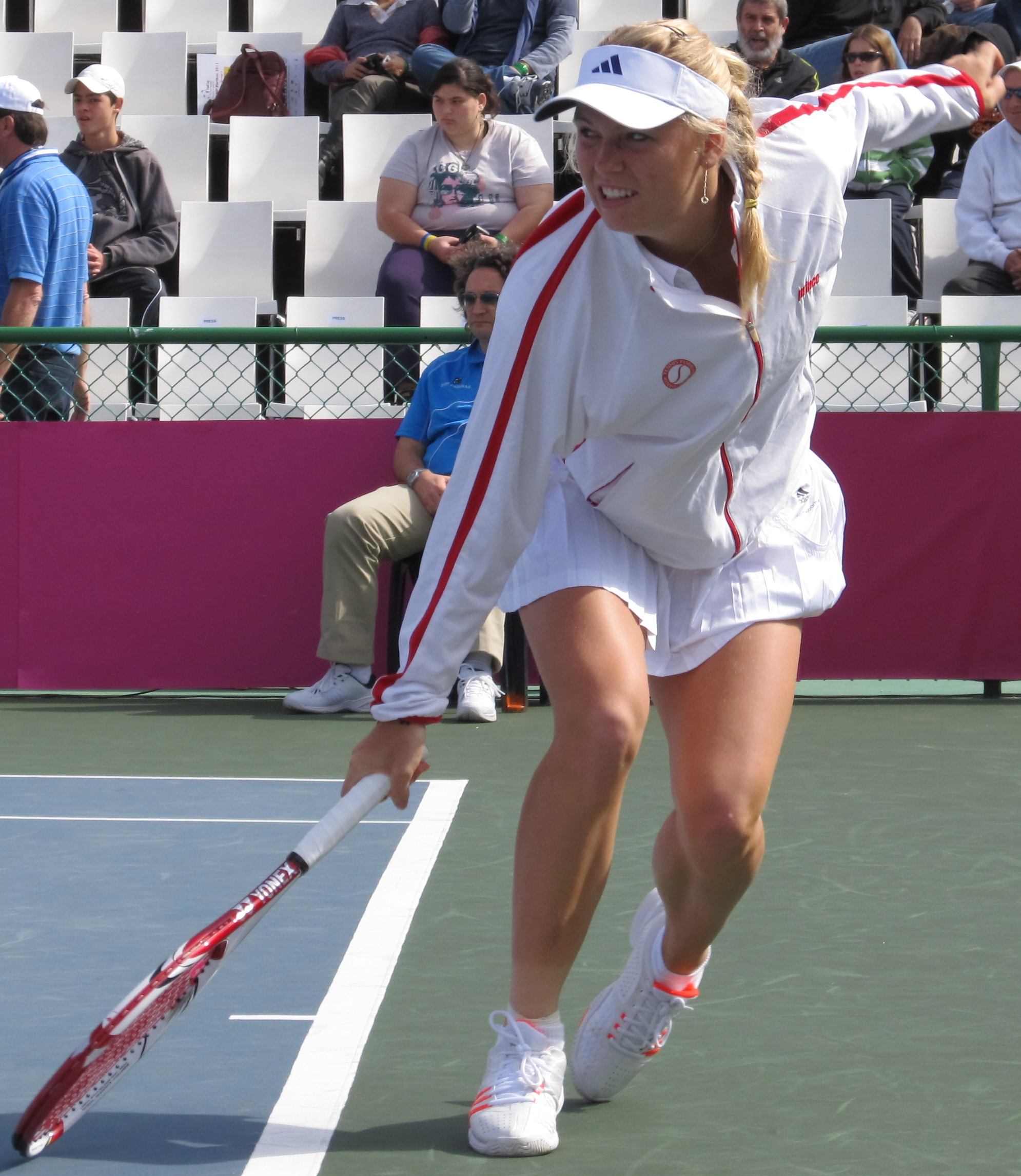
Caroline Wozniacki em 2011

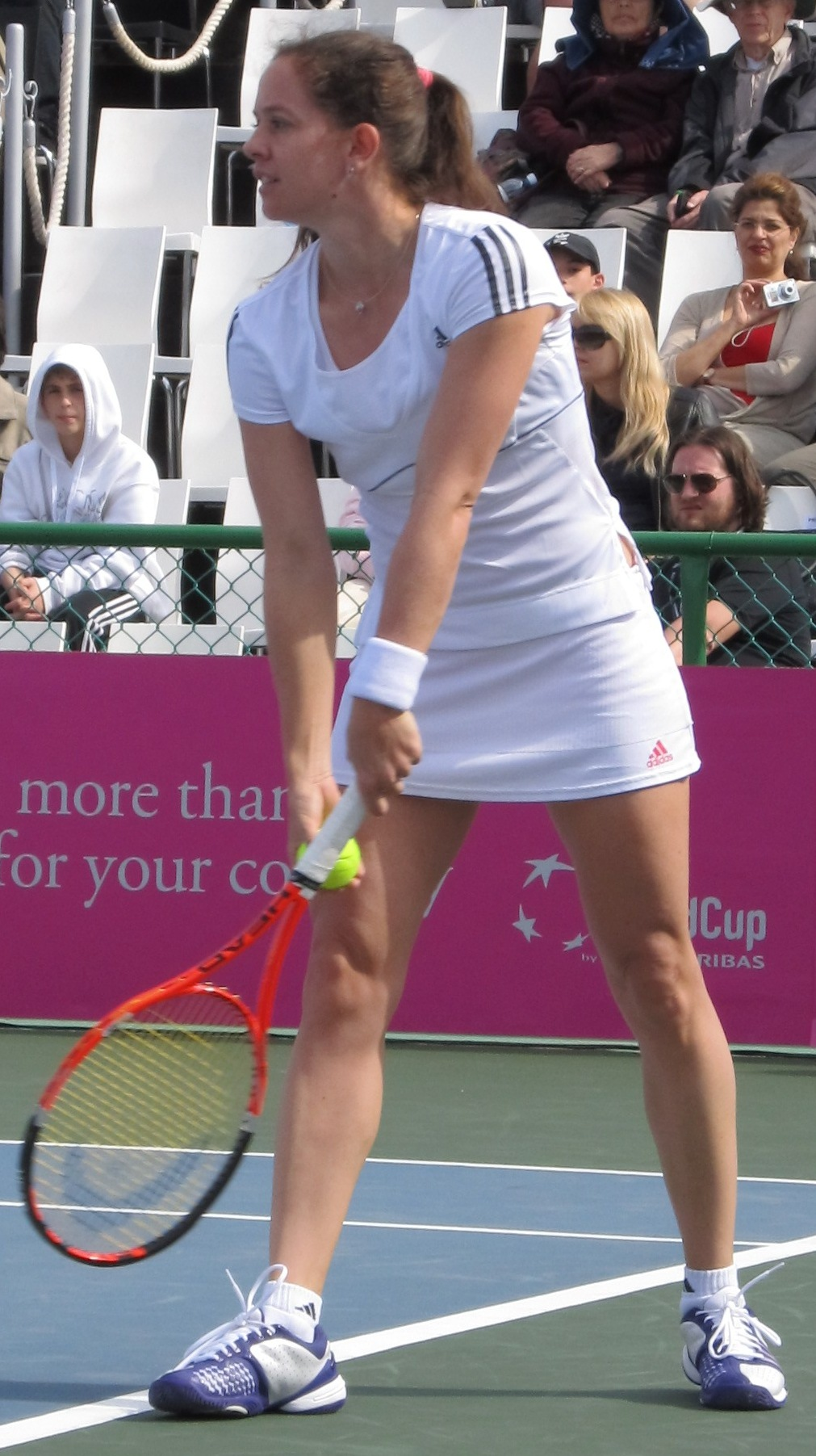
Patty Schnyder em 2011

[Histórico incompleto]
| Jogadora                  | Participações | Participações | Participações |
| Jogadora                  | primeira      | última        | Saldo S/N     |
| ------------------------- | ------------- | ------------- | ------------- |
| Karen Barbat              | 2007          | 2017          | 15:13         |
| Martine Ditlev            | 2013          | 2013          | 1:0           |
| Eva Dyrberg               | 1997          | 2009          | 32:21         |
| Malou Ejdesgaard          | 2010          | 2014          | 3:8           |
| Emilie Francati           | 2015          | 2017          | 11:3          |
| Mai Grage                 | 2009          | 2017          | 14:16         |
| Karina-Ildor Jacobsgaard  | 2000          | 2010          | 13:25         |
| Maria Jespersen           | 2013          | 2013          | 2:1           |
| Cecilie Lundgaard Melsted | 2012          | 2012          | 0:2           |
| Tine Scheuer-Larsen       | 1981          | 1996          | 33:25         |
| Clara Tauson              | 2017          | 2017          | 0:1           |
| Caroline Wozniacki        | 2005          | 2015          | 20:11         |